# Воронежское шоссе
Воро́нежское шоссе́ (А133, подъездная дорога от автодороги М4 «Дон» к городу Липецку) — автомобильная дорога федерального значения, одна из основных магистралей Липецкой области. Соединяет город Липецк и трассу М4, имеет ответвления на Задонск и Тербуны.
В Липецке продолжается проспектом Победы — после площади Танкистов. Часть шоссе протяжённостью 2,4 км служит границей города, разделяя территории Липецка и села Сырское Липецкого района. В сёлах Подгорное, Хрущёвка и Ленино называется улицей Титова.
Пересекает Липецкий и Хлевенский районы Липецкой области.
Общая длина от Липецка до трассы «Дон» — 55,102 км.
На шоссе построена объездная дорога вокруг села Боринского (открыта в 1998, реконструирована в 2022).
По шоссе в городе Липецк частично пролегает маршрут сезонного автобуса № 68. А также постоянные № 35, № 37 и № 345.